# 'A67
Gli  'A67 sono una rock band originaria di Napoli, del quartiere Scampia.

## Storia
(dal sito del gruppo)
Gli 'A67 originari di Scampia (rione della periferia nord di Napoli da cui provengono), meglio nota come 'a cient'sissantasètte, dalla legge 18 aprile 1962, n. 167
per l'edilizia popolare, che ha permesso l'edificazione dell'agglomerato, diventato punto di riferimento per lo spaccio della droga e teatro della faida fra bande di camorra. Gli 'A67 partono da questo magma ribollente per lanciare il loro grido di rabbia e rivolta: "'A camorra song'io" (Polosud, 2005). L'album si avvale della collaborazione di diversi ospiti tra cui Daniele Sepe.
Del 2006 è lo spettacolo "ALIEN'AZIONE. Dallo spazio periferico dritti al centro", con Amnesty International e Radio Popolare, portato nelle comunità di accoglienza ogni volta con uno special guest diverso, fra cui Mauro Pagani, Francesco Moneti dei Modena City Ramblers e altri.
Del 2007 è "Voglie parlà!", percorso di educazione alla legalità nelle scuole con la Regione Campania, Libera e Amnesty International, a cui hanno partecipato anche Amato Lamberti, Nando dalla Chiesa e Roberto Saviano. Nell'estate dello stesso anno sono invitati a rappresentare l'Italia alla "Feira de Fortaleza", nel nordest del Brasile.
A maggio 2008 esce il secondo disco "Suburb" (Edel Records, prodotto da Polosud con Sognavento), un concept album dedicato alle periferie del mondo che vede il coinvolgimento di numerosi ospiti italiani (fra cui Mauro Pagani, 'O Zulù dei 99 Posse, Francesco Di Bella dei 24 Grana, Valeria Parrella e Roberto Saviano) e giovani band provenienti da India, Brasile, Marsiglia e Istanbul. Il disco entra nella cinquina del Premio Tenco come miglior album in dialetto dell'anno.
Nell'autunno 2008 sono invitati in Germania alla manifestazione "Progetto Periferia" presso l'università di Bochum; realizzano lo spettacolo "Generazione Suburbe" con Giancarlo De Cataldo al festival "Politicamente Scorretto" diretto da Carlo Lucarelli e successivamente a Tor Bella Monaca nel teatro diretto da Michele Placido nella periferia romana e infine all'Auditorium di Scampia, ospiti di PuntaCorsara, con la partecipazione straordinaria del rapper brasiliano Calixto dell'Orchestra do Mundo.
Nel 2009 Alfonso Muras lascia la band alla volta dell'Australia, sostituito al basso da Gianluca Ciccarelli. Il 21 marzo 2009 partecipano alla quattordicesima manifestazione nazionale di Libera. Associazioni, nomi e numeri contro le mafie "Giornata dell'impegno e della memoria" in piazza Plebiscito a Napoli assieme ai Modena City Ramblers e pubblicano la 'canzone aperta' sui beni confiscati: il singolo-videoclip "Io non mi sento italiano", cover di Giorgio Gaber, a sostegno delle cooperative di Libera Terra.
Nel 2010 esce “Scampia Trip”: un progetto multimediale che smentisce i luoghi comuni e che tenta di ricostruire, attraverso la cultura, avvenire e utopie del quartiere più raccontato d'Italia. Tre diversi linguaggi: musica, letteratura e cinema che sono diventati un libro, un documentario di Luigi Pingitore e una compilation degli 'A67 con pezzi estratti dai 2 album, un inedito e nuove versioni di “‘A67” (Reprise) e “‘A camorra song'io” feat. Francesco Moneti (M.C.R.).
Nel 2011 Andrea Verdicchio lascia la band; sono invitati al “Festival Musicando” della Libera Università di Alcatraz dove improvvisano sul palco con il premio nobel Dario Fo; realizzano in collaborazione con Edoardo Bennato il brano “Accussì va ‘o munno”, colonna sonora del film di Enrico Caria: “L'era legale” e primo singolo del terzo album della band che esce a gennaio 2012: “Naples Power” (Free-d Music/Universal). Si tratta di un disco (con in allegato un libro a cura del cantante Daniele Sanzone) che omaggia il cosiddetto Neapolitan power, in cui gli ‘A67 collaborano con diversi artisti napoletani (Edoardo Bennato, Teresa De Sio, Tullio De Piscopo, Raiz, 99 Posse, Bisca, Zezi, Nuova Compagnia di Canto Popolare, Planet Funk, Enzo Gragnaniello, James Senese, Joe Amoruso, Tony Esposito, Rino Zurzolo, Maria Pia De Vito, Brunella Selo, Pietra Montecorvino, Marcello Colasurdo) e con scrittori come: Roberto Saviano, Valeria Parrella, Peppe Lanzetta, Carlo Lucarelli e Pino Aprile; la copertina di “Naples Power” è di Domenico Paladino. 
Il 24 giugno del 2017, il cantante della band, viene invitato al concerto allo Stadio Diego Armando Maradona di Napoli per festeggiare i sessant'anni di Nino D'Angelo. Insieme a lui saliranno sul palco i rappers: Rocco Hunt e Clementino. 
A febbraio 2018 esce il singolo, Il Male Minore feat. Caparezza, seguito dalla cover in napoletano di, Tuyo, canzone del cantautore Rodrigo Amarante, e sigla della fortunata serie Netflix, Narcos (serie televisiva). Dopo una pausa durata otto anni, nel 2020, la band di Scampia ritorna con, "Naples calling" (Full Heads), un album dal suono internazionale e ricco di collaborazioni: Caparezza, Frankie hi-nrg mc, Dario Sansone (Foja) e Franco Ricciardi. Il disco vanta la produzione artistica del produttore Massimo D'Ambra. Nello stesso anno la band arruola un nuovo batterista, Mirko Del Gaudio, e grazie al suo entusiamo, subito dopo la pandemia, ritornano in studio per registrare un progetto blues, "Jastemma" (Squilibri Editore). Un cd book  in cui la band ha affidato le canzoni a diversi scrittori che, lasciandosi ispirare, hanno scritto poesie e racconti per una vera e propria antologia, in allegato, al disco. La copertina dell'album come quella di "Naples Power" è del Maestro Domenico Paladino. Diversi gli ospiti musicali: Luca Aquino, Massimo d'Ambra, Daniele Sepe ed Elisabetta Serio. Tra gli scrittori coinvolti ci sono: Nicola Lagioia, Giuseppe Catozzella, Loredana Lipperini e Viola Ardone. L'album accolto entusiasticamente dal pubblico e dai media, vince la Targa Tenco come miglior album in dialetto dell'anno.

## Formazione attuale
- Daniele Sanzone: Voce
- Enzo Cangiano: Chitarre e Programming
- Gianluca Ciccarelli: Basso (dal 2009)
- Mirko Del Gaudio: Batteria (dal 2020)

### Membri precedenti
- Ernesto Dolvi: sassofoni (2004)
- Alfonso Muras: Basso (2004-2008)
- Andrea Verdicchio: sassofoni, flauti, tastiere (2004-2011)
- Luciano Esposito: batteria (2004-2018)

## Premi e riconoscimenti
- Premio SIAE (2004)
- Voci per la Libertà - Una canzone per Amnesty (2006)
- Premio Laratro Upr/MEI - Miglior Gruppo Emergente (2008)
- Premio "Suoni di Confine" al MEI (2008)
- Premio "Campania Rock" (2012)
- Targa Tenco miglior album in dialetto (2022)

## Discografia

### Album
- 2005 - 'A camorra song'io (Polosud)
- 2008 - Suburb (Edel Music)
- 2012 - Naples Power (Free-d Music/Universal)
- 2020 - Naples Calling (Full Heads)
- 2022 - JastemmaJastemma (Squilibri Editore)
- 2024 - Nemesi (Betty Wrong)

### Raccolte
- 2010 - Scampia Trip (Polosud) (Cd + libro, contiene un inedito)

### EP
- 2004 - 'A67 (Polosud)
- 2007 - Voglie parlà (Polosud) (tiratura limitata per l'omonimo progetto di educazione alla legalità nelle scuole)

### Raccolte Autori Vari
- 2022 - Napoli Sound System Vol. 4 con il brano Naples Calling (La Canzonetta)

## Video
- "'A67" (2005) regia Enrico Caria, Felice Farina e Luca Ralli
- "Voglie parlà" (2006) regia Stefano Bertelli
- "Chi me sape" (2008) regia Dario Baldi (testimonial del MAV museo archeologico virtuale di Ercolano)
- "Io non mi sento italiano" (2009) regia Luigi Pingitore
- "Accussì va 'o munno" feat. Edoardo Bennato (2011) regia Ivan Forastiere
- "Il male minore" feat. Caparezza (2018) regia Cosimo Alemà
- "Tuyo" (Narcos theme neapolitan cover) - (2018) regia Andrea Ranalli
- "Brava gente" feat. Frankie hi-nrg mc (2019) regia Francesca Tradii
- "Naples calling" (2019) regia Massimo Di Pinto
- ‘A camorra song’io (2020) (Remake) regia Felice Iovino
- I colori (2020) regia Gaetano Massa
- Zero alibi (2021) regia Francesca Tradii
- Core e penzieri (2021) regia Paolo Maya e Carmine Sgambati
- Sempe cu' tte (2022) regia Paolo Maya e Carmine Sgambati